# Sebastian Korda
Sebastian Korda (Bradenton, 5 juli 2000) is een Amerikaanse tennisspeler. Hij heeft één ATP-toernooi in het enkelspel gewonnen. Hij is de zoon van oud-tennissers Petr Korda en Regina Rajchrtová en broer van olympisch kampioene golf Nelly Korda.

## Palmares
| Legenda                       | Legenda               |
| ----------------------------- | --------------------- |
| Grand Slam                    |                       |
| Olympische Spelen             |                       |
| tot 2009                      | vanaf 2009            |
| Tennis Masters Cup            | ATP Finals            |
| ATP Masters Series            | ATP Tour Masters 1000 |
| ATP International Series Gold | ATP Tour 500          |
| ATP International Series      | ATP Tour 250          |

### Enkelspel
| Nr.              | Datum           | Toernooi         | Ondergrond    | Tegenstander in finale | Score               | Details |
| ---------------- | --------------- | ---------------- | ------------- | ---------------------- | ------------------- | ------- |
| Gewonnen finales |                 |                  |               |                        |                     |         |
| 1.               | 29 mei 2021     | ATP Parma        | Gravel        | Marco Cecchinato       | 6-2, 6-4            | Details |
| 2.               | 4 augustus 2024 | ATP Washington   | Hardcourt     | Flavio Cobolli         | 4-6, 6-2, 6-0       | Details |
| Verloren finales |                 |                  |               |                        |                     |         |
| 1.               | 13 januari 2021 | ATP Delray Beach | Hardcourt     | Hubert Hurkacz         | 3-6, 3-6            | Details |
| 2.               | 16 oktober 2022 | ATP Gijón        | Hardcourt (i) | Andrej Roebljov        | 2-6, 3-6            | Details |
| 3.               | 23 oktober 2022 | ATP Antwerpen    | Hardcourt (i) | Félix Auger-Aliassime  | 3-6, 4-6            | Details |
| 4.               | 8 januari 2023  | ATP Adelaide     | Hardcourt     | Novak Djokovic         | 7-6(8), 6-7(3), 4-6 | Details |
| 5.               | 3 oktober 2023  | ATP Astana       | Hardcourt (i) | Adrian Mannarino       | 6-4, 3-6, 2-6       | Details |
| 6.               | 16 juni 2024    | ATP Rosmalen     | Gras          | Alex de Minaur         | 2-6, 4-6            | Details |
| 7.               | 11 januari 2025 | ATP Adelaide     | Hardcourt     | Félix Auger-Aliassime  | 3-6, 6-3, 1-6       | Details |

#### Next Generation ATP Finals
| Nr.              | Datum            | Toernooi                   | Ondergrond    | Tegenstander in finale | Score            | Details |
| ---------------- | ---------------- | -------------------------- | ------------- | ---------------------- | ---------------- | ------- |
| Verloren finales |                  |                            |               |                        |                  |         |
| 1.               | 13 november 2021 | Next Generation ATP Finals | Hardcourt (i) | Carlos Alcaraz         | 3-4(5), 2-4, 2-4 | Details |

## Resultaten grote toernooien
| Legenda | Legenda                          |
| ------- | -------------------------------- |
| g.t.    | geen toernooi gehouden           |
| l.c.    | lagere categorie                 |
| –       | niet deelgenomen                 |
| G       | uitgeschakeld in de groepsfase   |
| 1R      | uitgeschakeld in de eerste ronde |
| 2R      | uitgeschakeld in de tweede ronde |
| 3R      | uitgeschakeld in de derde ronde  |
| 4R      | uitgeschakeld in de vierde ronde |
| KF      | uitgeschakeld in de kwartfinale  |
| HF      | uitgeschakeld in de halve finale |
| F       | de finale verloren               |
| W       | het toernooi gewonnen            |
| w-v     | winst/verlies-balans             |

### Enkelspel
| grandslamtoernooien  |      |      |      |    |   |
| Australian Open      | –    | –    | 3R   | KF |   |
| Roland Garros        | 4R   | 1R   | 3R   | 2R |   |
| Wimbledon            | g.t. | 4R   | –    | 1R |   |
| US Open              | 1R   | 1R   | 2R   | 1R |   |
| ATP Masters 1000     |      |      |      |    |   |
| Indian Wells         | g.t. | 2R   | 2R   | –  |   |
| Miami                | g.t. | KF   | 3R   | –  |   |
| Monte Carlo          | g.t. | –    | 3R   | –  |   |
| Madrid               | g.t. | –    | 2R   | 2R |   |
| Rome                 | –    | –    | 1R   | 2R |   |
| Montreal/Toronto     | g.t. | –    | –    | 1R |   |
| Cincinnati           | 1R   | 3R   | 2R   | 1R |   |
| Shanghai             | g.t. | g.t. | g.t. | HF |   |
| Parijs               | –    | 3R   | 1R   | 1R |   |
| statistieken         |      |      |      |    |   |
| totaal aantal titels | 0    | 1    | 0    | 0  | 0 |
| eindejaarsranking    | 118  | 41   | 33   | 24 |   |

### Dubbelspel
| grandslamtoernooien  |      |      |      |     |   |
| Australian Open      | –    | –    | –    | –   |   |
| Roland Garros        | –    | –    | –    | –   |   |
| Wimbledon            | g.t. | –    | –    | –   |   |
| US Open              | –    | –    | –    | –   |   |
| ATP Masters 1000     |      |      |      |     |   |
| Indian Wells         | g.t. | –    | 1R   | –   |   |
| Miami                | g.t. | KF   | –    | –   |   |
| Monte Carlo          | g.t. | –    | 2R   | –   |   |
| Madrid               | g.t. | –    | –    | –   |   |
| Rome                 | –    | –    | –    | –   |   |
| Montreal/Toronto     | g.t. | –    | –    | –   |   |
| Cincinnati           | 1R   | –    | –    | –   |   |
| Shanghai             | g.t. | g.t. | g.t. | 1R  |   |
| Parijs               | –    | –    | –    | 2R  |   |
| statistieken         |      |      |      |     |   |
| totaal aantal titels | 0    | 0    | 0    | 0   | 0 |
| eindejaarsranking    | 328  | 189  | 408  | 344 |   |